# نظرية نظام الحكم
نظرية نظام الحكم هي نظرية في نطاق العلاقات الدولية مشتقة من الليبرالية التقليدية التي تناقش أن المنظمات الدولية أو أنظمة الحكم تؤثر على سلوك الدولة أو الأطراف الفاعلة الدولية. تفترض النظرية أن التعاون  يمكن أن يُحقق في نظام فوضوي  للدول، مثل أنظمة الحكم، التي هي بحكم تعريفها، حالة من التعاون الدولي.

## الأسس النظرية
في حين تتنبأ نظرية الواقعية السياسية  أن النزاع ينبغي أن يكون معيارًا في العلاقات الدولية، يقول واضعو نظرية نظام الحكم أن هناك تعاونًا رغم الفوضى. غالبًا ما يشار إلى التعاون في التجارة، وحقوق الإنسان، والأمن المشترك  بالإضافة إلى مسائل أخرى. يأتي أحد التعاريف المعروفة من ستيفن ديفيد كراسنر الذي عرف أنظمة الحكم على أنها «مؤسسات تملك القوانين، وتصيغ القواعد، والإجراءات التي تسهل التقارب بين التوقعات المرجوة».
على أي حال، ليست كل مناهج نظرية نظام الحكم ليبرالية أو ليبرالية جديدة، طور بعض علماء نظرية الواقعية السياسية مثل جوزيف غريكو النظرية المهجنة التي تستند على النهج الواقعي في النظريات الليبرالية الأساسية (لا تقول نظرية الواقعية السياسية أن التعاون لا يمكن أن يتحقق، بل فقط هو ليس من ضمن المعايير، هناك فقط اختلاف في الدرجات).

## في الاقتصاد السياسي الدولي
كما ذُكر سابقًا، عُرف نظام الحكم من قِبل ستيفن ديفيد كراسنر على أنه مجموعة ضمنية وواضحة من «المبادئ، والمعايير، والقوانين، وإجراءات اتخاذ القرارات حول تقارب توقعات الفاعل في المنطقة المعطاة في العلاقات الدولية». يُعد هذا التعريف شاملًا بشكل متعمد، ويغطي التفاعل البشري الذي يتراوح بين المنظمات الرسمية (على سبيل المثال أوبك) إلى المجموعات غير الرسمية (على سبيل المثال البنوك الرئيسية خلال أزمات الديون).
يوجد في الاقتصاد السياسي الدولي ثلاثة مناهج رئيسية لنظرية الحكم: النهج المهيمن المستوحى من الليبرالية القائمة على المصلحة الذاتية، والنقد الواقعي للمناهج المستوحاة من المصالح، وأخيرًا النهج القائم على المعرفة المشتقة من المدارس الفكرية الإدراكية. إن أول مذهبين هما من دعاة الترشيد بينما الثالث هو اجتماعي.
في نطاق نظرية الحكم، ولأنها تُعرف باعتبارها نظرية تشرح التعاون الدولي (على سبيل المثال المصطلح الليبرالي القديم)، فإن النهج الليبرالي يسود على الأدب.

### النهج الليبرالي
يناقش النهج الليبرالي الذي يستند على المصالح في نظرية نظام الحكم أن التعاون ممكن الحصول في حالة من الفوضى دون الهيمنة لأن هناك «تقارب في التوقعات».
يسهل نظام الحكم التعاون من خلال وضع معايير للسلوك تدل على أعضاء آخرين يتعاونون بالفعل. عندما تتوقع جميع الدول التعاون من الدول الأخرى فإن احتمالية تحقيق تعاون مستدام تزداد. يشير ديجفيجاي ميهرا أن نظرية نظام الحكم تفتقر إلى الاعتراف بالأحزاب السياسية ودورها في تحويل التأثير عن المؤسسات الدولية، لكن أهملت ادعاءات ميهرا في الدوائر الأكاديمية بسبب افتقارها إلى الأدلة الأكاديمية والدقة الفكرية.
تعتقد الليبرالية الجديدة أن الواقعيّين يهملون الدرجة التي تتشارك بها الدول المصالح والطابع المتكرر في العلاقات بين الدول. يخطئ الواقعيّون من خلال نمذجة العالم ضمنيًا عن طريق استخدام لعبة كلاسيكية وهي معضلة السجينَين، بحيث يكون الانشقاق في هيكلية الأرباح هو الاستراتيجية المهيمنة لكِلا الطرفين. إن الفرق بين هذا النموذج والواقعية هو أن الدول ليست مثل السجناء، يجب على الدول التعاون بشكل مستمر بينما السجناء لن يروا بعضهم ثانيةً. سيترتب على قرار الفرد اليوم نتائج مستقبلية؛ وبالتالي يعد التعاون المشترك عقلانيًا: إن مجموع فوائد التعاون الصغير نسبيًا يمكن أن يكون مع مرور الوقت أكبر من مكاسب محاولة واحدة لاستغلال المنافس وتليها بعد ذلك سلسلة لا نهاية لها من الانشقاق المتبادل. يشير روبرت أكسلرود في تطور التعاون إلى أن استغلال المحاولة الواحدة هو السلوك الذي تتجنبه الدول «واحدة بواحدة (أي المعاملة بالمثل)».
في تكرار معضلة السجينَين إن سلوك الطرف الفاعل يُحدد عن طريق الفرضيات التالية:
- إن الدول هي الأطراف الفاعلة العقلانية، والمركزية، التي تحقق أكبر قدر من المكاسب وتعيش في حالة من الفوضى وتسيطر عليها معضلة الأمن (هو مصطلح يستخدم في العلاقات الدولية ويعبر عن مواقف تعمها الفوضى السياسية إذ تتخذ فيها دولة ما إجراءات معينة لزيادة الأمن).
- هناك نتائج مستقبلية للإجراءات الحالية، لأن معضلة السجينَين ليست حدثًا لمحاولة واحدة، وبالتالي:
- من مصلحة الدول التعاون في الأيام الحالية، لأن في المستقبل سَتَنْشَق دول أخرى عنها، وبالتالي:
- تفترض النظرية مسبقًا أن الدول تهتم بالمكاسب المطلقة، وأنها لا تهتم بالأرباح والخسائر للدول في تحليلات المنفعة. على خلاف ذلك تناقش الواقعية الجديدة أن الدول تهتم بالمكاسب النسبية. وتناقش أن الدول هي المعنية بالمنافع التي تكتسبها بالمقارنة مع منافع الدول الأخرى في النظام الفوضوي.

يناقش واضع النظريات الليبرالي الجديد روبرت كيوهان أن الأنظمة الدولية يمكن أن تزيد احتمالية تحقيق التعاون عن طريق:
- توفير المعلومات حول سلوك الآخرين عن طريق مراقبة سلوك الأعضاء والإبلاغ عن الامتثال.
- تحدد أنظمة الحكم بوضوح ما يشكل انشقاقًا وغالبًا ما تصف بوضوح عواقب هذا الانشقاق.
- يُقلل هذا من خوف استغلال الدولة من قِبل أعضاء آخرين في النظام ويقلل إلى أدنى حد من فرصة حصول الخلافات. يقلل نص العقوبات من دافع الانشقاق بسرية.
- تقليل تكاليف التعاملات.
- خلق توقعات التعاون بين الأفراد

### النهج الواقعي
يقترح الواقعيّون مثل جوزيف غريكو أن القوة في العلاقات الدولية تستند على نظرية نظام الحكم المستندة على نظرية استقرار الهيمنة. من الممكن أن تبدو نظرية نظام الحكم معاكسة لنظرية استقرار الهيمنة في بعض الأحيان، لكن يطبقها الواقعيّون في نظرية نظام الحكم بغرض شرح التغيير. وعند استخدامها بهذه الطريقة يخلص الواقعيّون إلى أن الهيمنة القوية هي التي تساهم في نجاح النظرية.
بالمختصر، في نطاق نظرية الحكم يختلف الواقعيّون والليبراليون حول أمرين اثنين، طبيعة التعاون الدولي ودور المؤسسات الدولية. يعتقد الليبراليون أن المؤسسات الدولية على الأغلب تحقق بيئة مواتية للتقارب بين مصالح الدولة، التي تسهل تعاون نظام الحكم، وتسهل على الأقل التعاون الذي كان من الممكن ألا يحدث في العالم الفوضوي. من الناحية الأخرى يعتقد الواقعيّون أن نظام الحكم يعكس ببساطة توزيع السلطة في الأنظمة الدولية، وأن أي تعاون يحدث تحت سلطة أنظمة الحكم كان سيتحقق على أي حال. (تصنع الدول القوية أنظمة الحكم لتخدم مصالحها الأمنية والاقتصادية، لا يوجد لأنظمة الحكم سلطة مستقلة على الدول، وبالأخص الدول الكبرى، وعلى هذا الأساس، إن أنظمة الحكم هي مجرد تغيرات متداخلة بين السلطة، والتغير الحقيقي المستقل، والتعاون، والمتغير التابع). على سبيل المثال تناقش الواقعية سوزان سترانج أن المؤسسات مثل البنك الدولي، والاتفاقية العامة للتعرفة الجمركية والتجارة، وصندوق النقد الدولي بالإضافة إلى العديد من المنظمات الأخرى التي أُنشئت بعد الحرب العالمية الثانية التي ما هي سوى أدوات كبرى للاستراتيجية الأمريكية.

### النهج القائم على المعرفة الإدراكية
على عكس النهج العقلاني انتقد النهج الإدراكي النظريات العقلانية بالاستناد على أن الليبراليين والواقعيين كلاهما يستخدم افتراضات مغلوطة مثل الدول القومية التي تشكل دائمًا جهات فاعلة عقلانية، تبقى ثابتة إلى الأبد، وأن التفسيرات المختلفة من المصالح والسلطة ليست ممكنة. يناقش النهج الإدراكي أنه حتى عندما توظف النظريات العقلانية نظرية اللعبة المتكررة بحيث تؤثر العواقب المستقبلية على القرارات الحالية، فإنها تتجاهل الآثار الرئيسية لهذا التعلم المتكرر.